# Alexej Pyško
Alexej Pyško (* 6. července 1956 Ostrava) je český filmový a divadelní herec a dabér.

## Život
Alexej Pyško se narodil v Ostravě, studoval na havířovském gymnáziu a poté na DAMU. Jeho prvním angažmá bylo účinkování v divadle v Českém Těšíně a poté v Ostravě (1980–1988).

### Televizní a filmová kariéra
Poprvé se objevil před kamerou v roce 1978 v televizním filmu Slečna Rajka. Následně byl obsazován především do televizních filmů, pohádek a seriálů. K těm nejznámějším patří Kdo probudí Pindruše...?, My všichni školou povinní, Vrchní, prchni, Nesmrtelná teta nebo Expozitura.
Českému televiznímu divákovi je především znám jako dabér. Nejvíce je spjat s hollywoodským hercem Brucem Willisem, kterému hlas propůjčil v naprosté většině jeho snímků. Namluvil i postavu policisty Billyho Rosewooda v podání Judge Reinholda v trilogii Policajt v Beverly Hills.

### Divadelní kariéra
Na počátku své kariéry působil v divadlech v Českém Těšíně a Ostravě. Od roku 1988 byl členem činohry Národního divadla, kde si zahrál například i v Sluhovi dvou pánů nebo Lucerně , v letech 2002–2004 souběžně zastával pozici šéfa činohry libereckého Divadla F. X. Šaldy. V roce 2006 se stal uměleckým ředitelem Divadla Palace v Praze.

## Filmografie

### Filmy
- 1980 – Vrchní, prchni
- 1983 – Pasáček z doliny
- 1986 – Bloudění orientačního běžce
- 1988 – Komu straší ve věži
- 1991 – Někde je možná hezky
- 1993 – Nesmrtelná teta
- 1994 – Učitel tance

### Televizní filmy
- 1978 – Slečna Rajka
- 1979 – Poslední koncert
- 1980 – Anna proletářka
- 1981 – Nejlepší advokát ve městě
- 1984 – Figarova svatba, Dovolená na úrovni
- 1985 – Otec
- 1986 – Tichá domácnost
- 1989 – Zrcadlo, Královna štěstí, Kdo probudí Pindruše...?
- 1990 – Zlatý ostrov, Husarská čest, Duch času
- 1991 – Uzavřený pavilon, Usmívat se, prosím, Proč pláčeš, břízo bílá, Pohádka o touze
- 1998 – Markétin zvěřinec
- 2001 – Naše děti

### Seriály
- 1979 – Inženýrská Odysea
- 1983 – Stavy rachotí
- 1984 – My všichni školou povinní
- 1987 – Polom v bezvětří
- 1988 – Přejděte na druhou stranu
- 1988 – Malé dějiny jedné rodiny
- 1989 – Dobrodružství kriminalistiky
- 1992 – Pochodeň, Hříchy pro pátera Knoxe
- 1993 – Arabela se vrací aneb Rumburak králem Říše pohádek
- 2005 – 3 plus 1 s Miroslavem Donutilem, Ordinace v růžové zahradě
- 2008 – Expozitura
- 2009 – Profesionálové
- 2010 – Cesty domů
- 2015 – Policie Modrava
- 2016 – Rapl

## Dabing

### Filmy
- 2019: Deadwood – Doc Cochran (Brad Dourif); Muži v černém: Globální hrozba – Liam Neeson (Agent Velké T)
- 2018: Chladnokrevné přepadení – Bruce Willis (Hubert); Komando postradatelných – Sean Bean (Dimidov); Lovná zvěř – Bruce Willis (Howell); Nebezpečný náklad – Bruce Willis (Eddie); Pravidla pomsty – Bruce Willis (detektiv James Avery); Přání smrti – Bruce Willis (Paul Kersey); Tenkrát v Kalifornii – Bruce Willis (Steve Ford); Zabiják & bodyguard (TV Prima) – Gary Oldman (Vladislav Dukhovič)
- 2017: Criminal: V hlavě zločince (TV Prima) – Gary Oldman (Quaker Wells); Vesmír mezi námi – Gary Oldman (Nathaniel Shepherd); Zabiják & bodyguard – Gary Oldman (Vladislav Dukhovič)
- 2016: Criminal: V hlavě zločince (DVD) – Gary Oldman (Quaker Wells); Čas hrdinů (TV Prima) – Sean Bean (major Jack Jones); Dítě číslo 44 (TV Nova) – Gary Oldman (generál Mikhail Nesterov); Looper: Nájemný zabiják (TV Prima) – Bruce Willis (starý Joe)
- 2015: Asterix: Sídliště bohů – Serge Papagalli (Majestatix); Sin City: Ženská, pro kterou bych vraždil – Bruce Willis (John Hartigan); Zmizení (TV Prima) – Hugh Jackman (Keller Dover)
- 2014: Equilibrium (Universal Channel) – Sean Bean (Partridge); Nezahrávej si s ohněm – Bruce Willis (Mike Cella); Robocop – Gary Oldman (Dr. Dennett Norton); S ledovým klidem (TV Nova) – Bruce Willis (Martin); Strážci Galaxie – Peter Serafinowicz (Denarian Saal); Špionáž – Gary Oldman (Nicolas Wyatt)
- 2013: Expendables: Postradatelní (Blu–Ray) – Bruce Willis (Church); G.I. Joe 2: Odveta – Bruce Willis (generál Joe Colton); Looper – Bruce Willis (starý Joe); Red 2 – Bruce Willis (Frank Moses); Smrtonosná past: Opět v akci – Bruce Willis (John McClane); Vraždy v Yorkshiru: 1974 – Sean Bean (John Dawson); Vraždy v Yorkshiru: 1983 – Sean Bean (John Dawson)
- 2012: Atentát na střední (TV Nova) – Bruce Willis (ředitel Jared T. Kirkpatrick); Až vyjde měsíc – Bruce Willis (kapitán Sharp); Catch .44 – Bruce Willis (Mel); DOA: Na život a na smrt (TV Prima) – Kevin Nash (Bass Armstrong); Equilibrium (TV Prima) – Sean Bean (Partridge); Expendables: Postradatelní 2 – Bruce Willis (Church); Lovci pokladů (TV Prima) – Sean Bean (Ian Howe); Moje letní prázdniny – Fernando Becerril (Armando); Rallye smrti 2 (TV Prima) – Sean Bean (Markus Kane); Rande měsíce (TV Prima) – Sean Whalen (Dirk); S ledovým klidem – Bruce Willis (Martin); Stopař (TV Prima) – Sean Bean (John Ryder); Strážci pokladu – Andre Jacobs (Teddy); Temný rytíř povstal – Gary Oldman (Jim Gordon); Ztracená budoucnost – Sean Bean (Amal)
- 2011: 16 bloků (TV Prima) – Bruce Willis (detektiv Jack Mosley); Červená Karkulka – Gary Oldman (otec Solomon); Podraz – Bruce Willis (Biggs); Red – Bruce Willis (Frank Moses)
- 2010: Atentát na střední – Bruce Willis (ředitel Jared T. Kirkpatrick); Expendables: Postradatelní – Bruce Willis (Church); Mercury (Universal Channel) – Bruce Willis (Art Jeffries); Polda a bandita (Universal Channel) – Burt Reynolds (bandita); Polda a bandita 2 (Universal Channel) – Burt Reynolds (bandita); Polda a bandita 3 (Universal Channel) – Burt Reynolds (bandita); Poldové – Bruce Willis (Jimmy Monroe)
- 2009: Bídníci (DVD) – Richard Jordan (Jean Valjean); Druhá šance (TV Prima) – Bruce Willis (Ben); Na západní frontě klid (DVD) – Ernest Borgnine (Stanislav "Kat" Katczinsky); Náhradníci – Bruce Willis (Tom Greer)
- 2008: Barva noci (TV Prima) – Bruce Willis (Bill Capa); Mé srdce pohřběte u Wounded Knee (HBO) – Shaun Johnston (Nelson Miles); Poslední skaut (TV Prima) – Bruce Willis (Joe Hallenbeck); Temný rytíř – Gary Oldman (Jim Gordon)
- 2007: Alpha Dog – Bruce Willis (Sonny Truelove); Fast Food Nation – Bruce Willis (Harry Rydell); Grindhouse: Planeta Teror – Bruce Willis (Muldoon); Nabít a zabít – Bruce Willis (Mr. Goodkat); Nancy Drew: Záhada Hollywoodu – Bruce Willis (Bruce); Návnada – Richard Burgi (detektiv Francis Kirk); Neznámý svůdce – Bruce Willis (Harrison Hill); Sin City – město hříchu (TV Nova) – Bruce Willis (John Hartigan); Smrtonosná past 4.0 – Bruce Willis (John McClane)
- 2006: Červený nos (Cinemax) – Patrick Huard (Félix Legendre); Její případ – Sean Bean (Kyle); Libertin – John Malkovich (Karel II.); 12 opic (DVD) – Bruce Willis (James Cole); Batman začíná – Gary Oldman (Jim Gordon)
- 2005: Kriminál (TV Nova) – John Amos (kapitán Meissner); Má mě rád, nemá mě rád – Robert Hirsch (Roger Vital); Nejsem blázen (TV Nova) – Bruce Willis (Carl Roebuck); Pravdivá romance (TV Nova) – Gary Oldman, Patrick John Hurley (Drexl Spivey, Monty); Rukojmí – Bruce Willis (Jeff Talley); Sin City – Město hříchu – Bruce Willis (John Hartigan); Tajemný let – Sean Bean (kapitán Rich); V nepřátelském poli (Cinemax) – Bruce Willis (strejda, Emmett Smith); Vražda prvního stupně – Gary Oldman (Milton Glenn)
- 2004: Dannyho parťáci 2 – Bruce Willis (Bruce Willis); Můj soused zabiják 2 – Bruce Willis (Jimmy „Tulipán“ Tudeski); Armageddon (TV Nova) – Bruce Willis (Harry S. Stamper)
- 2003: Doktorka Quinnová – Mark Collie (pan Garrick); Slzy slunce – Bruce Willis (poručík Waters); Smrtonosná past (TV Nova) – Bruce Willis (John McClane); Smrtonosná past 2 (TV Nova) – Bruce Willis (John McClane); Smrtonosná past 3 (TV Nova) – Bruce Willis (John McClane); Stav milosti – Gary Oldman (Jackie Flannery); Šarlatové písmeno (TV Nova) – Gary Oldman (Arthur Dimmesdale)
- 2002: Hartova válka – Bruce Willis (plukovník McNamara); Policajt v Beverly Hills II (ČT) – Judge Reinhold (Billy Rosewood); Policajt v Beverly Hills III (ČT) – Judge Reinhold (Billy Rosewood); Pravdivá romance (ČT) – Gary Oldman (Drexl Spivey); Rosencrantz a Guildenstern jsou mrtvi – Gary Oldman (Rosencrantz); Schůzka naslepo (TV Nova) – Bruce Willis (Walter Davis)
- 2001: Desáté království – Scott Cohen (vlk); Jižanská pohostinnost (TV Prima) – Keith Carradine (Spencer); Lawrence z Arábie (ČT) – Alec Guinness (princ Feisal); Mizerové (ČT) – Tchéky Karyo (Fouchet); Ohňostroj marnosti (TV Nova) – Bruce Willis (Peter Fallow); Prokletí ostrova Saint–Pierre – Emir Kusturica (Ariel Neel Auguste); Spravedlnost psanců – Travis Tritt (šerif Dalton); Taková malá bestie – Gianni Agus (doktor Orimbelli); Věk zrady – Matthias Hues (Justus); Vyvolený – Bruce Willis (David Dunn)
- 2000: Druhá šance – Bruce Willis (Ben Jordan); Legenda o "1900" – Pruitt Taylor Vince (Max Tooney); Můj soused zabiják – Bruce Willis (Jimmy "Tulipán" Tudeski); Na dostřel (TV Nova) – Bruce Willis (detektiv Tom Hardy); Nejsem blázen – Bruce Willis (Carl Roebuck); Šestý smysl – Bruce Willis (Dr. Malcom Crowe); Vražedné myšlenky (ČT) – Bruce Willis (James Urbanski); Modrý bicykl (ČT) – Georges Corraface (François Tavernier); Muž z Elysejských polí – Mick Jagger (Luther); Ohrožení Britannicu (TV Nova) – Richard Harris (Anthony Fallon)
- 1999: Banda (ČT) – Mario Van Peebles (Jesse Lee); Hráči – John Malkovich (Teddy KGB); Hudson Hawk (ČT) – Bruce Willis (Eddie Hawkins); Merlin (DVD) – Mark Jax (Uther); Poslední skaut (TV Nova) – Bruce Willis (Joe Hallenbeck); Schůzka naslepo (ČT) – Bruce Willis (Walter Davis); Stav obležení – Bruce Willis (William Devereaux); Velký závod 2 – Burt Reynolds (J.J. McClure)
- 1998: Air Force One – Gary Oldman (Ivan Koršunov); Čtyři pokoje – Bruce Willis (Leo); Dealer – Zlatko Buric (Milo); Pan Magor – Miguel Ferrer (Ortega Peru); Princ egyptský – Jeff Goldblum (Aaron); V podezření (TV Nova) – Liam Neeson (Tony Aaron); Vetřelec: Vzkříšení – Michael Wincott (Elgyn); Ztraceni ve vesmíru – Gary Oldman (Spider Smith)
- 1997: Boss – John Malkovich (Thomas Timms); Celou dlouhou noc (ČT) – Kevin Dobson (Bobby Gibbons); Cutterova cesta – Jeff Bridges (Richard Bone); Ďábelská brigáda – Richard Jaeckel (vojín Omar Greco); Elvis: Viva Las Vegas – Elvis Presley (Lucky Jackson); Fanfan – Maxime Lombard (advokát); Muž a žena po 20 letech – Patrick Poivre d'Arvor (Patrick Poivre d'Arvor); Na dostřel (TV Nova) – Bruce Willis (detektiv Tom Hardy); Ohňostroj marnosti (TV Prima) – Bruce Willis (Peter Fallow); Pátý element – Bruce Willis (Korben Dallas); Podezření (TV Nova) – Raul Julia (Alejandro 'Sandy' Stern); Poslední skaut (ČT) – Bruce Willis (Joe Hallenbeck); Poslední zůstává – Bruce Willis (John Smith); Promiň, jsi ženatý! (Premiéra TV) – Vasek Simek (Karol); Psycho – John Gavin (Sam Loomis); Smrt jí sluší (TV Nova) – Bruce Willis (Ernest Menville); Ztracený svět: Jurský park – Vince Vaughn (Nick Van Owen)
- 1996: 12 opic – Bruce Willis (James Cole); Dvojitý drak – John Mallory Asher (Smart Ass Mohawk); Geronimo – Wes Studi (Geronimo); Hudson Hawk (TV Nova) – Bruce Willis (Eddie Hawkins); Kojot – Peter Greene (Clifton Santier); Leon – Gary Oldman (Stansfield); Obvyklí podezřelí – Gabriel Byrne (Dean Keaton); Sugar Hill – Michael Wright (Raynathan Skuggs); Tajemství mého úspěchu (ČT) – Richard Jordan (Howard Prescott); Táta – Ted Danson (John Tremont); Táta lump – Michael Ironside (Jerry)
- 1995: Herkules a Minotaurovo bludiště – Anthony Ray Parker (Minotaur); Horečka džungle – Wesley Snipes (Flipper Purify); Chci jen syna – Burt Reynolds (Buddy Evans); Mrtví muži nenosí skotskou sukni – Steve Martin (Rigby Reardon); Nebeská brána – Christopher Walken (Nathan D. Champion); Nový Ráj – Stephen Baldwin (Adams); Okolnosti neznámé – Judd Nelson (Paul Kinsey); Ostrov pokladů (ČT) – Ángel del Pozo (doktor Livesey); Pohled společnosti Parallax (TV Nova) – Warren Beatty (Joseph Frady); Predátor II – Gary Busey (Peter Keyes); Pulp Fiction: Historky z podsvětí – Bruce Willis (Butch Coolidge); Sandokan opět v akci – Rik Battaglia (Sambigliong); Strážní andělé – Christian Clavier (otec Hervé Tarain); Tajemný hlas v telefonu – Chris Sarandon (Lloyd Carson); Táta umírá, kdo má poslední vůli? – Keith Carradine (Clarence); Twin Peaks (TV Nova) – Miguel Ferrer (Albert Rosenfeld); Vyhoď máti z vlaku (Premiéra TV) – Billy Crystal (Larry); Vyzvání k souboji – Scott Glenn (Rick); Zpívání v dešti (HBO) – Gene Kelly (Don Lockwood)
- 1994: 48 hodin – Brion James (Ben Kehoe); Horečka z Jericha – Perry King, Andrew Brye (Michael Whitney, Ali Assad); Kleopatra (TV Nova) – Ben Wright (vypravěč); Měsíční svit – Bruce Willis (David Addison); Niagara – Max Showalter (Ray Cutler); Psanci (ČT) – James Keach (Jesse James); S nasazením života (VHS) – John Malkovich (Mitch Leary); Sobota, neděle, pondělí – Luca Greco (Rocco); Twin Peaks – Chris Isaak, Miguel Ferrer (speciální agent Chester Desmond, Albert Rosenfeld); Večírek (ČT) – Denny Miller (Wyoming Bill' Kelso)
- 1993: Alamo – Wesley Lau (Emil Sande); Bez východiska – Leon Russom (Kevin O'Brien); Bix – Emile Levisetti (Joe Venuti); Cestující v dešti – Jean Gaven (inspektor Toussaint); Co se vlastně stalo tetě Alici? – Peter Brandon (George Lawson); Jako klíště – Philippe Rouleau (Chardon); Jdi do toho! – Steven Bauer (Al Lucero); Kandidát – Kenneth Tobey (Floyd J. Starkey); Krvavá pěst IV – Dan Martin (Joe); Napůl drsňák – Burt Reynolds (Billy Clyde Puckett); První na ráně – David Heavener (John Bloodstone); Tajemné zlo – Kyle MacLachlan (Llloyd Gallagher); To je ale bláznivý svět – Dick Shawn (Sylvester Marcus); Válka o fazolové pole – Daniel Stern (Herbie Platt); Zlaté pěsti – Wesley Snipes (Roland Jenkins); Action Jackson – Roger Aaron Brown (Lack); Manželé a manželky – Liam Neeson (Michael Gates)
- 1992: Brutální Nikita (ČT) – Luc Besson (policista, počítačový expert, inspektor, ochranka); Černý přízrak – Chris Nash (Minty); Daleko domů – Krister Henriksson (Steglund); Exploze – John Nielsen (Richard); Flash – John Wesley Shipp (Barry Allen, Flash); Harper – Robert Wagner (Allan Taggert); Hook (VHS Bontonfilm) – Dustin Hoffman (kapitán Hook); Hrozba smrti – Michael Rider (O'Connor); Hudson Hawk (VHS, kino) – Bruce Willis (Eddie Hawkins); Královna silnic – Shane Withington (Fred 'Radar' Norton); Krvavý sport – Jean–Claude Van Damme (Frank Dux); Ledová ňadra – Fiore Altoviti (Denis Rilson, bratr); Margyt 1 – Ted Åström (kominík); Margyt 2 – Ted Åström (kominík); Narušitel – David Byrnes, Burr Steers (Craig Peterson, Bub); Nic než trable – Taylor Negron, John Daveikis (Fausto Squiriniszu, L'il Debbull); Policajt v Beverly Hills – Judge Reinhold (detektiv Billy Rosewood); Připoutejte se, prosím! (ČT) – Frank Ashmore (navigátor Victor Basta); Šaráda – James Coburn (Tex Panthollow); Temný anděl – Alex Morris (detektiv Ray Turner) ;Touha smrti II – Ben Frank (inspektor poručík Mankiewicz); Vypadni z mé ulice – Glen Vincent, Kevin Benton (Lance, Fish); West Side Story – George Chakiris, Tucker Smith (Bernardo, Ice); Drákula – Gary Oldman (hrabě Dracula)
- 1991: Causa Wardových – Victor Talmadge (Bernstein); Memphiská kráska – Eric Stoltz (seržant Danny "Danny Boy" Daly); Násilník – DeVeren Bookwalter (Bobby Maxwell); Nico – Joe V. Greco, Chelcie Ross, Michael Rooker (otec Joseph Gennaro, Nelson Fox, muž v baru); Okupace ve 26 obrazech – Boris Kralj (Baldo); Snídaně u Tiffanyho (ČT) – George Peppard (Paul Varjak); Bolest lásky – Jean–Luc Porraz (Jean–Luc)
- 1990: Černá listina – Tansou (Kalinského asistent); Dobrý den, Babylónie – David Brandon (Grass); Hráči z Indiany – Brad Boyle (Whit); Zapomenutá vražda – John Moulder–Brown (Giles Reed)
- 90. léta: Bugsy – Warren Beatty (Benjamin Siegel); Co přináší řeka 2 – (vrchní bachař); DNA – Stvoření netvora – Jürgen Prochnow (Carl Wessinger); Dvojitý drak – John Mallory Asher (Smart Ass Mohawk); Flintstoneovi – Kyle MacLachlan (Cliff Vandercave); Hledá se Johnny R. – Sieghardt Rupp, Vicente Soler, Carlos Otero (kpt. Jason Conroy, mistr, šerif z Aspenu); Hořící Mississippi (VHS) – Willem Dafoe (Alan Ward); Hrůzy pod zemí – Blake Adams (John Martense); Král Rybář – Jeff Bridges (Jack); Major Payne – Damon Wayans (major Payne); Mrtví a pohřbení – James Farentino (šerif Dan Gillis); Na dostřel – Bruce Willis (Tom Hardy); Neslušný návrh – Woody Harrelson (David Murphy); Pán přílivu – Nick Nolte (Tom Wingo); Prohraný život – Asher Brauner (Edward 'Eddie' Minton); Rabín a zloděj – Harrison Ford (Tommy Lillard); Rudý úsvit – Powers Boothe (pplk. Andrew Tanner); Schůzka naslepo (VHS) – Bruce Willis (Walter Davis); Spolubydlící – Peter Friedman (Graham Knox); Šarlatové písmeno – Gary Oldman (Arthur Dimmesdale); Špinavá hra – Michael Caine (kpt. Douglas); Teče tudy řeka – Craig Sheffer (Norman); Útěk do Mexika – Philip Seymour Hoffman (Frank Hansen); Vlk džungle 2 – Ronald L. Marchini (Steve Parrish); Vynucená msta – Chuck Norris (Josh Randall); Xtro 3: Hlídejte si oblohu – David M. Parker (desátník Dermot Reilly); Zkus se přestěhovat – Robert LaSardo, Morris Day (Perry, Rudy); Žhavé místo – Don Johnson (Harry Madox)
- 1989: Bolest lásky – Jean–Luc Porraz (Jean–Luc); Cindy – (vousatý zloděj na motorce); Sébastienův dárek – Thierry Fortineau (Jean–Louis); Svazek manželský – R. H. Thomson (Dr. Jeff Reilly); Wall Street – (Morrisey); Zítra – Leonard Mann (Tony)
- 1988: Policajt umí karate – (novinář Tamagaki); Tři dny Kondora – Patrick Gorman (Martin); Aféra Concorde – (potápěč); Dopisy mrtvého – Viktor Michajlov (Hümmelův syn); Zloděj z Bagdádu – (muž zabitý v Sakaru strážným Jaudurem)

### Seriály
- 2016: Legenda – 2.série – Sean Bean (Martin Odum)
- 2015: Legenda – 1.série – Sean Bean (Martin Odum); Tlusťoch – 3.; 4.série – Robert Gallinowski (Ole Hansen)
- 2013: Pán času – 7.série – Ben Browder (Isaac)
- 2012: Pohřešovaný (AXN/TV Prima) – Sean Bean (Paul Winstone)
- 2011: Hra o trůny – 1.série – Sean Bean (Eddard Stark)
- 2010: Zlatá sedmdesátá – 8. série – Bruce Willis (Vic)
- 2007: Deadwood – 3.série – Brad Dourif (Doc Cochran)
- 2006: Deadwood – 2.série – Brad Dourif (Doc Cochran)
- 2005: Deadwood – 1.série – Brad Dourif (Doc Cochran)
- 2002: Temný rytíř – 2. série – Cameron Rhodes (princ Jan)
- 2001: 24 hodin – 1.série – Richard Burgi (Alan York); Temný rytíř – 1. série – Cameron Rhodes (princ Jan)
- 2000: Přátelé – 6. série – Bruce Willis (Paul Stevens); Jsem do tebe blázen – 5.série – Bruce Willis (Bruce Willis)
- 1999: Červený trpaslík – 1.série – Craig Ferguson (Sebevědomí)
- 1997: Herkules – 1.série – Mick Rose (Lycus); Walker, Texas Ranger – 2.série – Jeff Kober (Kurt Nypo)
- 1996: Kojak – 2.série – Daniel J. Travanti, Alex Rocco (poručík Charles 'Chuck' Danena, Morton Tallman); MacGyver – 2.série – Geoffrey Lewis, Michael Ensign, Duane Tucker (David Crane, Derek Thompson, Al)
- 1995: Nemocnice Chicago Hope – 1.série – Richard Brooks (Henry Lavelle); Odpadlík – Branscombe Richmond (Bobby Sixkiller); Příběhy Alfreda Hitchcocka – Lyman Ward, David Clennon, John Shea (Strýc Jack, John Tate, Brian Whitman / Garo); To je vražda, napsala – 3. série – James Carroll Jordan (Adam Rogers)
- 1994: Měsíční svit – Bruce Willis (David Addison); Nová dobrodružství Černého Bleska – Andrew Thurtell, Sean Morrison (Shamus, William)
- 1993: Městečko Twin Peaks – Miguel Ferrer (agent Albert Rosenfield)
- 90. léta: Rytíři z Houstonu – Michael Beck (detektiv Levon Lundy)
- 1987: Proti větru – Rod Mullinar (John Macarthur)
- 80. léta: Paní z Monsoreau – Gérard Berner (vévoda z Anjou); Willy Fog na cestě kolem světa (Baly)

### Minisérie
- 1992: Holokaust – Michael Beck (Hans Helms)
- 1991: Cesta kolem světa za 80 dní – Stephen Nichols (Jesse James)
- 1989: Černá věž – Albie Woodington (Albert Philby)

### Dokumenty
- 1993: Železný Schwarzenegger – Arnold Schwarzenegger

### PC hry
- 2002: Mafia (detektiv Norman)
- 2020: Mafia: Definitive Edition (detektiv Norman)

## Režie

### Filmy
- 2005: Renegade
- 2003: Když Harry potkal Sally (TV Nova); Ragtime (TV Nova)
- 2002: Klavírista
- 2001: Hasiči 2: Hrdinská mise; Banzai; Číšníci; Taková malá bestie; Zakázané sny
- 2000: Hasiči; Návrat pana účetního; Největší pecivál na světě; Pan účetní jde do důchodu; Pan účetní opět zasahuje; Škola zlodějů
- 1997: Amadeus (TV Prima); Fanfan; Promiň, jsi ženatý!; Velký Gatsby (TV Prima)

### Dialogy
- 2001: Číšníci; Škola zlodějů 2

### Titulky
- 1993: Zlaté pěsti, Manželé a manželky